# Національний музей археології, антропології й історії Перу
Національний музей археології, антропології й історії Перу (ісп. Museo Nacional de Arqueología Antropología e Historia del Perú) — найбільший і найстаріший державний музей в Перу, розташований в районі Пуебло-Лібре Ліми. Музей містить понад 100 тис. експонатів, що представляють заняття людини у всі історичні періоди на території сучасного Перу. Серед найвідоміших експонатів — стела Раймонді, обеліск Тельйо і детальний макет Мачу-Пікчу.